# Aurelle-Verlac
Aurelle-Verlac is een plaats en voormalige gemeente in het Franse departement Aveyron (regio Occitanie) en telt 182 inwoners (2005). De plaats maakt deel uit van het arrondissement Rodez. Op 1 januari 2016 fuseerde de gemeente met Saint-Geniez-d'Olt tot de gemeente Saint-Geniez-d'Olt-et-d'Aubrac. 

## Geografie
De oppervlakte van Aurelle-Verlac bedraagt 61,5 km², de bevolkingsdichtheid is 3,0 inwoners per km².
De onderstaande kaart toont de ligging van Aurelle-Verlac met de belangrijkste infrastructuur en aangrenzende gemeenten.

## Demografie
Onderstaande figuur toont het verloop van het inwonertal (bron: INSEE-tellingen).

Vanwege een beveiligingsprobleem met de MediaWiki Graph-software is het momenteel niet mogelijk deze grafiek weer te geven. Zodra de software is bijgewerkt zal de grafiek vanzelf weer zichtbaar worden.